# Stenostomum cryptops
Stenostomum cryptops är en plattmaskart. Stenostomum cryptops ingår i släktet Stenostomum och familjen Stenostomidae. Inga underarter finns listade i Catalogue of Life.